# Elisabeth Amalia van Oostenrijk

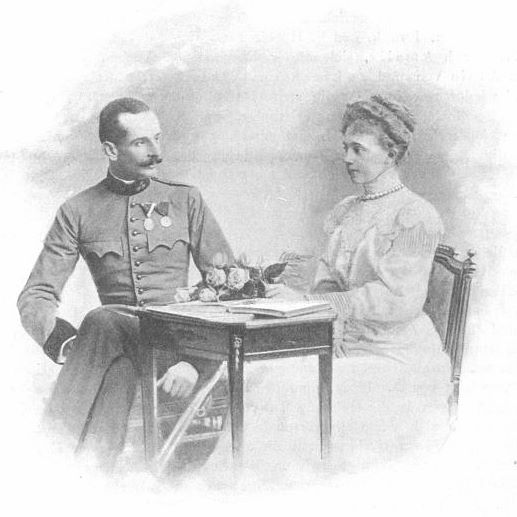
Elisabeth Amelie met haar echtgenoot

Elisabeth Amalie van Oostenrijk werd 7 juli 1878 te Reichenau geboren. Ze stierf op 13 maart 1960 te Vaduz. Ze was de dochter van Karel Lodewijk van Oostenrijk en Maria Theresia van Bragança. Ze huwde 20 april 1903 te Wenen met Alois van Liechtenstein. Het paar kreeg de volgende kinderen:
- Frans Jozef (16 augustus 1906–13 november 1989), trouwde met Georgina von Wilczek (24 oktober 1921–18 oktober 1989)
- Marie Therese  (14 januari 1908–30 september 1973), trouwde met Artur Graf Strachwitz von Gross-Zauche und Camminetz (18 december 1905–8 oktober 1996)
- Karel Alfred (16 augustus 1910–17 november 1985), trouwde met Agnes Christina van Oostenrijk (14 december 1928-31 augustus 2007)
- George (11 november 1911–18 januari 1998), trouwde met Marie Christine, Hertogin van Württemberg (2 september 1924)
- Ulrich (29 augustus 1913–13 oktober 1978)
- Marie Henriëtte (6 november 1914–13 oktober 2011), trouwde met Peter Graf von Eltz genannt Faust von Stromberg (28 oktober 1909–28 februari 1992)
- Alois (20 december 1917–14 februari 1967)
- Hendrik (1 oktober 1920–29 november 1993), trouwde met Amalie Gravin von Podstatzky-Lichtenstein (22 mei 1935)